# Martin Waldseemüller

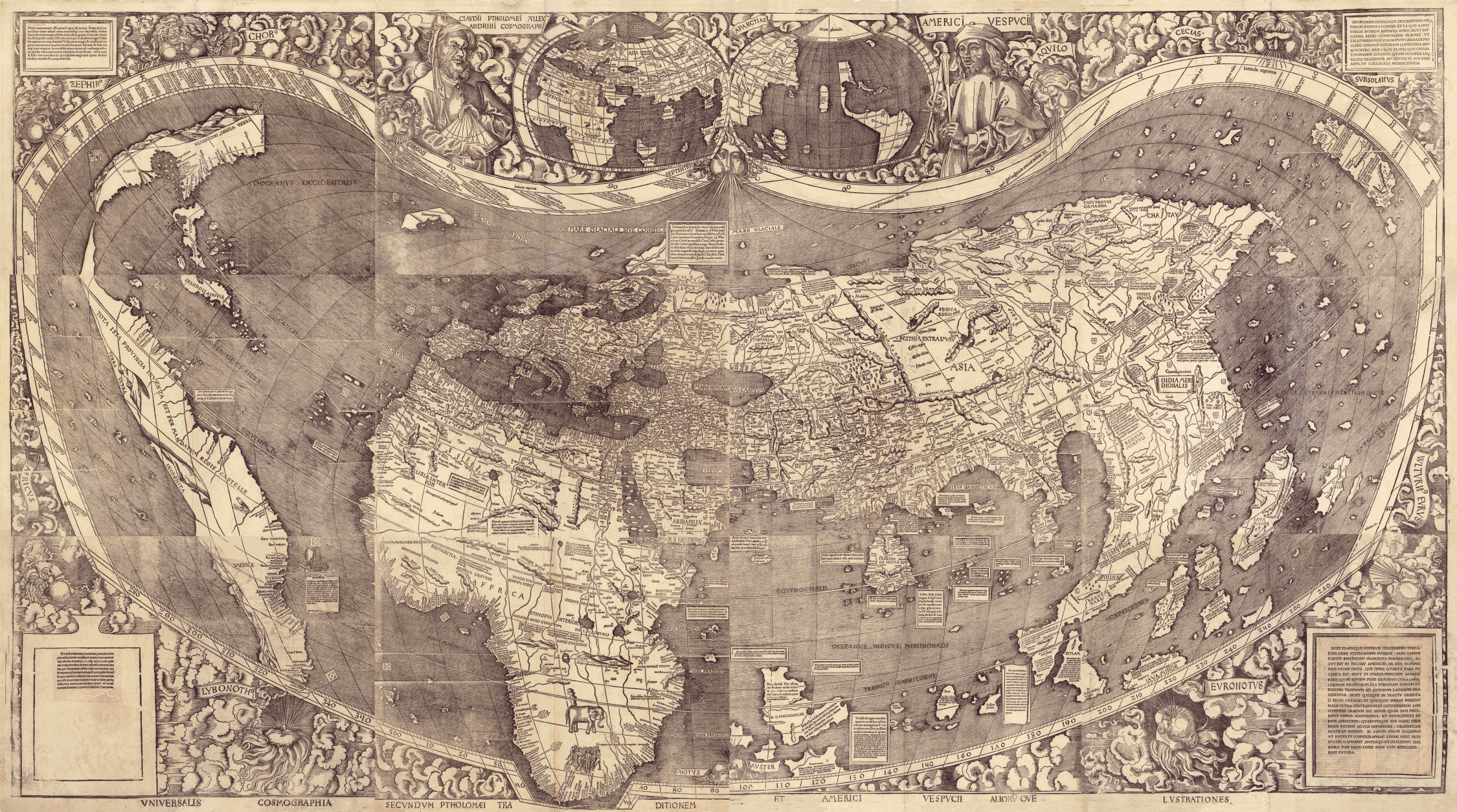
Martin Waldseemüller-Matthias Ringmann-kartan Universalis Cosmographia i tolv delar från 1507. Den första korrekt ritade världskartan med kontinenter, och den första kända kartan som använder namnet Amerika. Australien saknas, upptäcktes inte förrän 1606.

Martin Waldseemüller, (Waltzemüller, även Hylacomylus eller Ilacomilus), född cirka 1470 i Freiburg, död 1522 i Saint-Die, var en tysk kartograf.

## Biografi
Waldseemüller gav ut flera kartor, bland annat Ptolemaios.
Han föreslog i sin Cosmographiæ introductio (1507) att Amerika skulle få sitt namn efter den Nya Världens förmente upptäckare, den italienska sjöfararen och upptäcktsresanden Amerigo Vespucci. När han efter några år försökte rätta till detta misstag, var namnet redan så inarbetat att det inte gick att ändra.